# Kanton Fontenay-Trésigny
Kanton Fontenay-Trésigny is een kanton van het Franse departement Seine-et-Marne. Het kanton maakt deel uit van de arrondissementen Provins (17), Melun (13) en Meaux (3). Het heeft een oppervlakte van 469.52 km² en telt 51 999 inwoners in 2017, dat is een dichtheid van 111 inwoners/km².
Het werd opgericht bij decreet van 18 februari 2014 met uitwerking in maart 2015.

## Gemeenten
Het kanton Fontenay-Trésigny omvat de volgende 33 gemeenten:
- Bernay-Vilbert
- La Chapelle-Iger
- Les Chapelles-Bourbon
- Châtres
- Chaumes-en-Brie
- Coubert
- Courpalay
- Courquetaine
- Crèvecœur-en-Brie
- Dammartin-sur-Tigeaux
- Évry-Grégy-sur-Yerre
- Faremoutiers
- Fontenay-Trésigny
- Grisy-Suisnes
- Guérard
- La Houssaye-en-Brie
- Limoges-Fourches
- Lissy
- Liverdy-en-Brie
- Lumigny-Nesles-Ormeaux
- Marles-en-Brie
- Mortcerf
- Neufmoutiers-en-Brie
- Ozouer-le-Voulgis
- Pécy
- Le Plessis-Feu-Aussoux
- Pommeuse
- Presles-en-Brie
- Rozay-en-Brie
- Soignolles-en-Brie
- Solers
- Vaudoy-en-Brie
- Voinsles